# Francesco Nucara
Francesco Nucara (ur. 3 kwietnia 1940 w Reggio di Calabria, zm. 12 maja 2022 w Rzymie) – włoski polityk, wieloletni parlamentarzysta, lider Włoskiej Partii Republikańskiej (2001–2017).

## Życiorys
Studiował m.in. architekturę. Pracował jako dziennikarz, a także jako urzędnik w Mezzogiorno.
W pierwszej połowie lat 60. wstąpił do Włoskiej Partii Republikańskiej. Pełni funkcję redaktora naczelnego „Voce Repubblicana”, oficjalnego organu PRI.
W latach 1983–1994 sprawował mandat posła do Izby Deputowanych IX, X i XI kadencji. Od 1989 do 1991 pełnił funkcję sekretarza stanu do spraw robót publicznych (w rządzie Giulia Andreottiego).
W 2001 zastąpił Giorgia La Malfę na stanowisku sekretarza Włoskiej Partii Republikańskiej, stając tym samym na czele kierownictwa tego ugrupowania. W tym samym roku razem ze swoim poprzednikiem, który został prezydentem PRI, doprowadzili do przejścia republikanów z Drzewa Oliwnego do Domu Wolności. W latach 2004–2006 w dwóch gabinetach Silvia Berlusconi sprawował urząd wiceministra środowiska.
W 2006 i 2008 uzyskiwał mandat posła XV i XVI kadencji, w niższej izbie parlamentu zasiadał do 2013. W imieniu swojego ugrupowania zgłosił akces do Ludu Wolności, wchodził w skład rady politycznej tej federacji. PRI kierował do 2017.